# سخمت
سخمت من الآلهة في ميثولوجية مصرية قديمة. غالبًا تمثل كسيدة برأس لبؤة جالسة على العرش أو واقفة. هي أحد أعضاء ثالوث منف (بتاح - سخمت - نفرتم). آلهة أنثى. ألقابها: السيدة العظيمة محبوبة بتاح، عين رع، سيدة الحرب، سيدة الأرضيين (مصر العليا والسفلى)، سيدة الأرض الليبية، الجبارة وألقاب أخرى كثيرة. تعدّ اللبؤة هي الحيوان المقدس لربة منف سخمت والذي يعنى اسمها القوية.
سخمت وتعني القوية، كانت دائماً ما تمثل كسيدة برأس لبؤة أو بهيئة سيدة ورأس لبؤة جالسة علي العرش الذي تزينه علامة توحيد شمال وجنوب مصر وتمسك بيدها مفتاح الحياة عنخ ، يعلو رأسها قرص الشمس وثعبان الكوبرا . وكان مركز عبادتها في منف وكانت تعتبر زوجة بتاح ووالدة نفرتوم إله اللوتس حيث مثلوا ثالوث منف (بتاح سخمت وابنهما نفرتوم).
غضب رع إله الشمس في المعتقد المصري القديم على البشر لاستهزائهم به. فقام بإرسال سخمت لتنتقم منهم .. الصورة المنتقمة لحتحور .. لكي تقتل هؤلاء البشر. إلا أن سخمت استمتعت بهذه المهمة جداً فعاثت بقتل الناس لدرجة أنها قضت على كل البشر تقريباً. وهنا خدع رع سخمت بأن قدم لها كميات كبيرة من الجعة الملونة أحمر والتي تشبه لون الدم فشربت منه وسكرت وهدأت حتى توقفت عن القتل.

## معرض صور

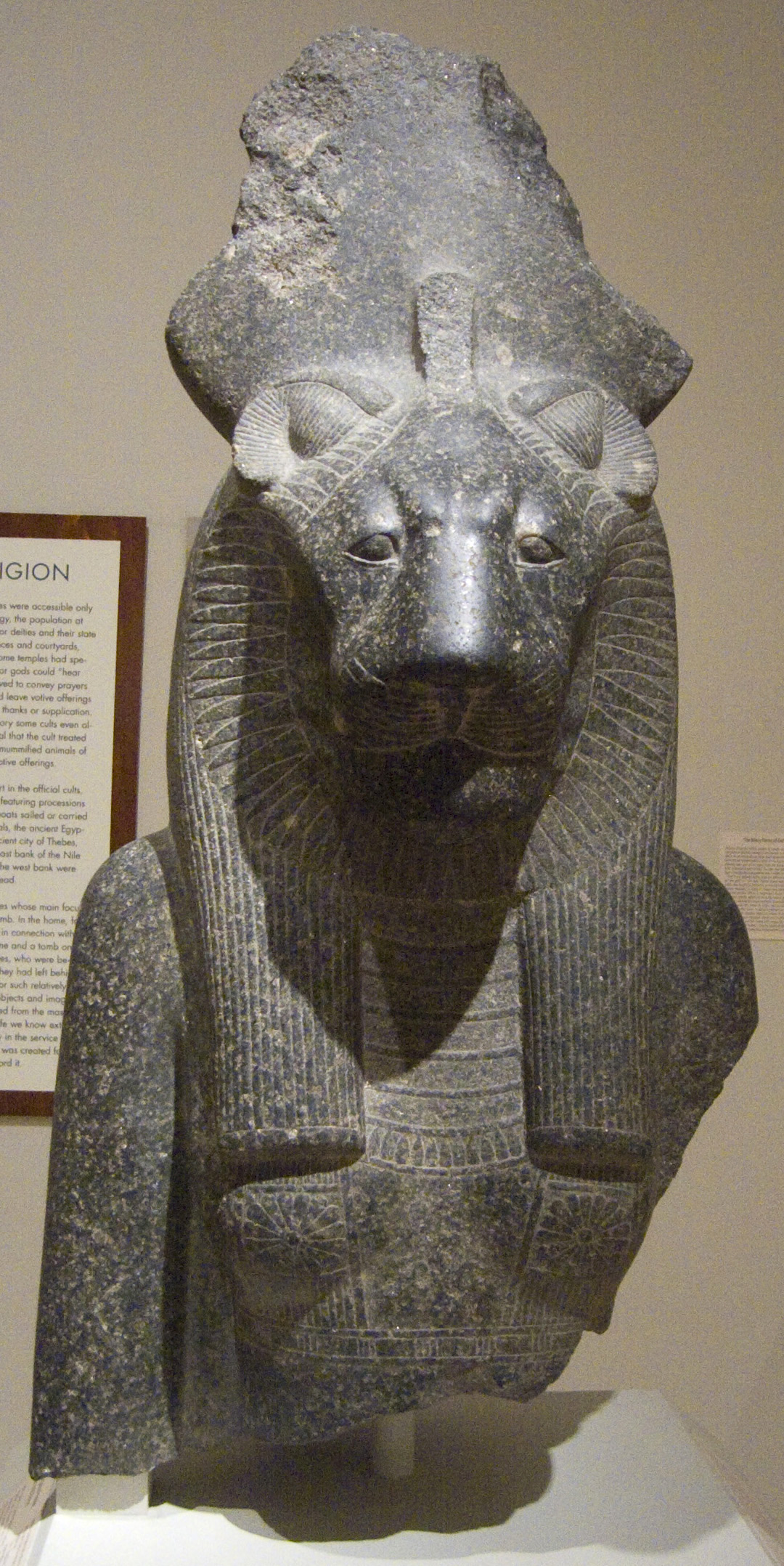
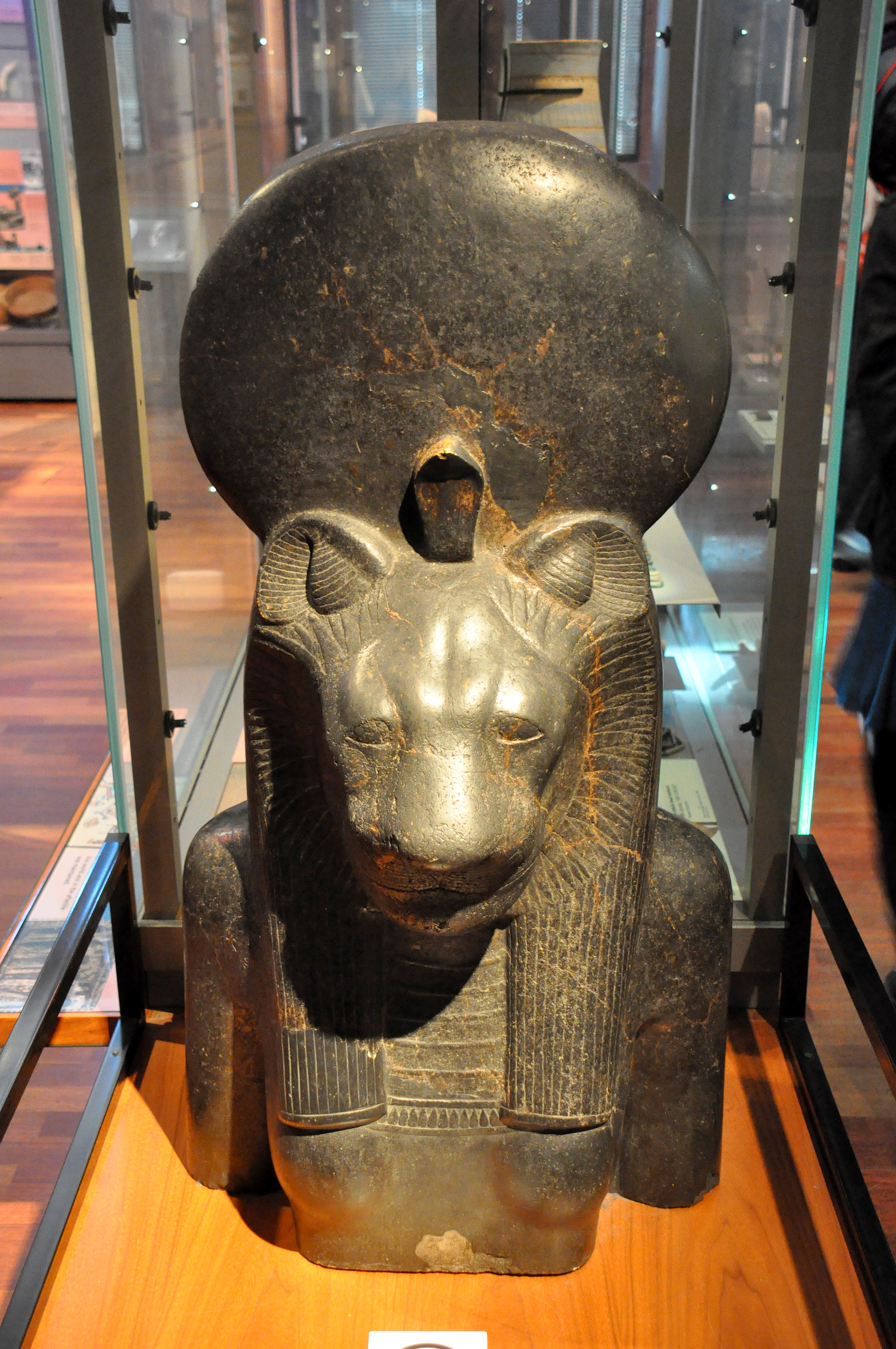
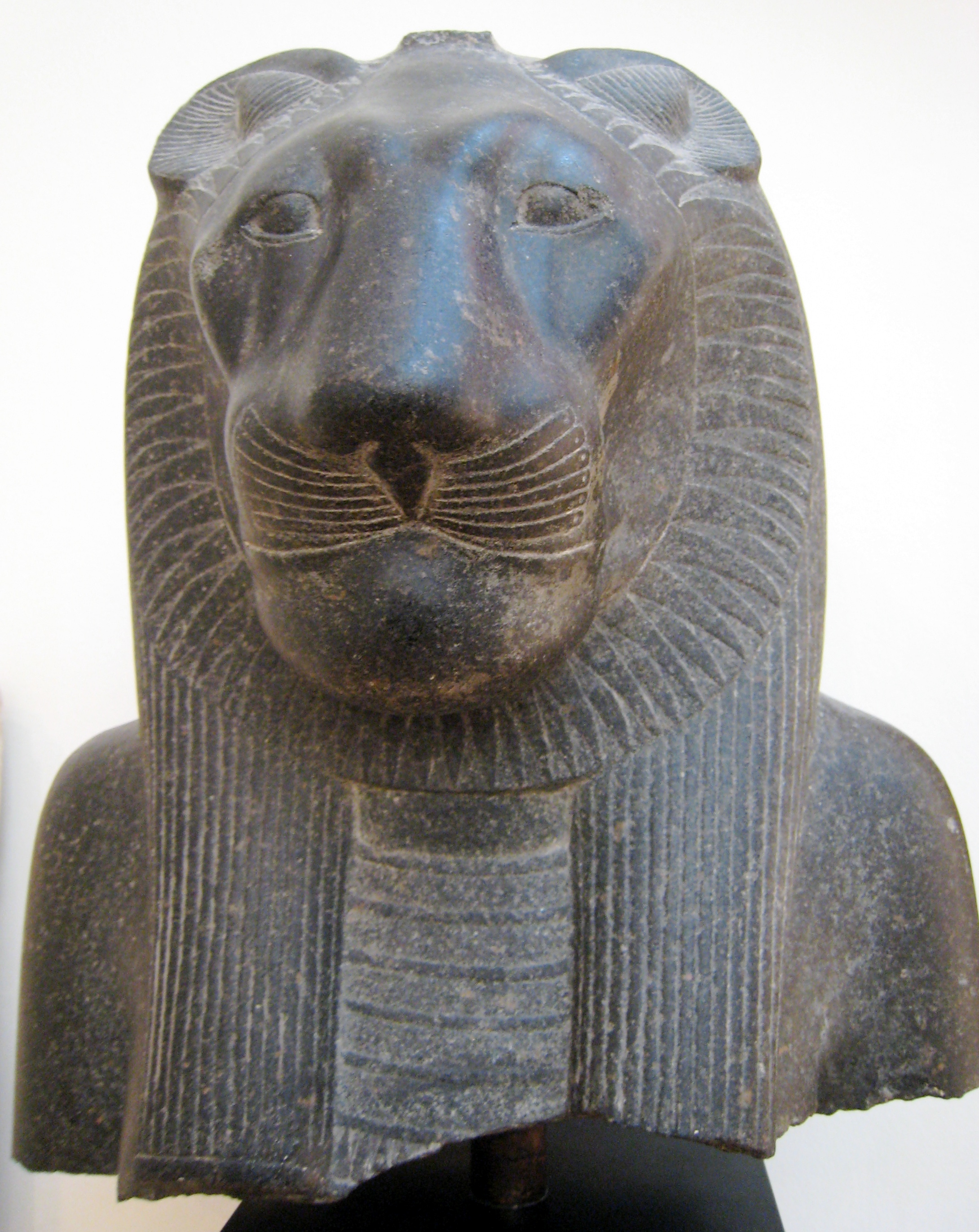
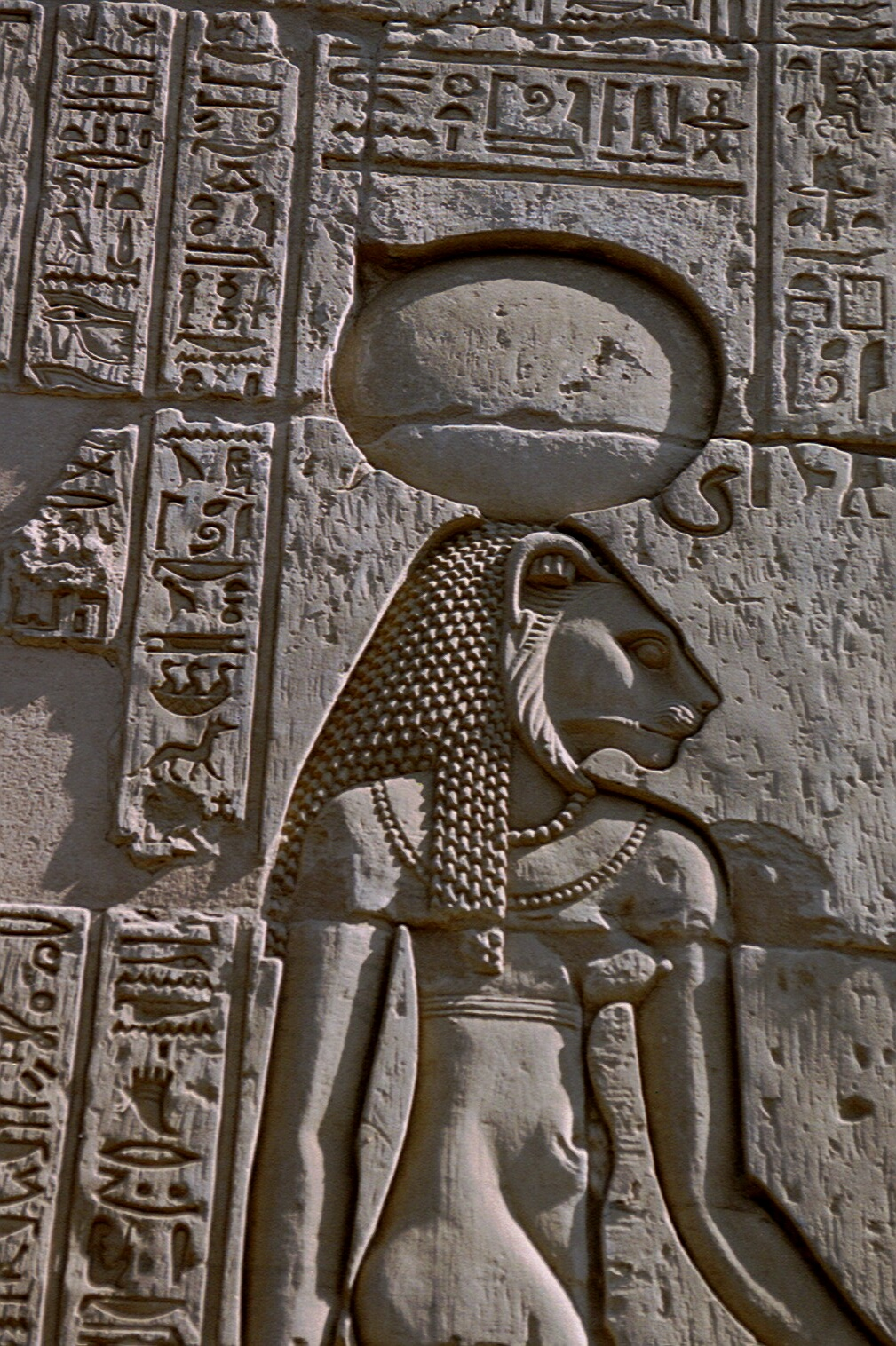
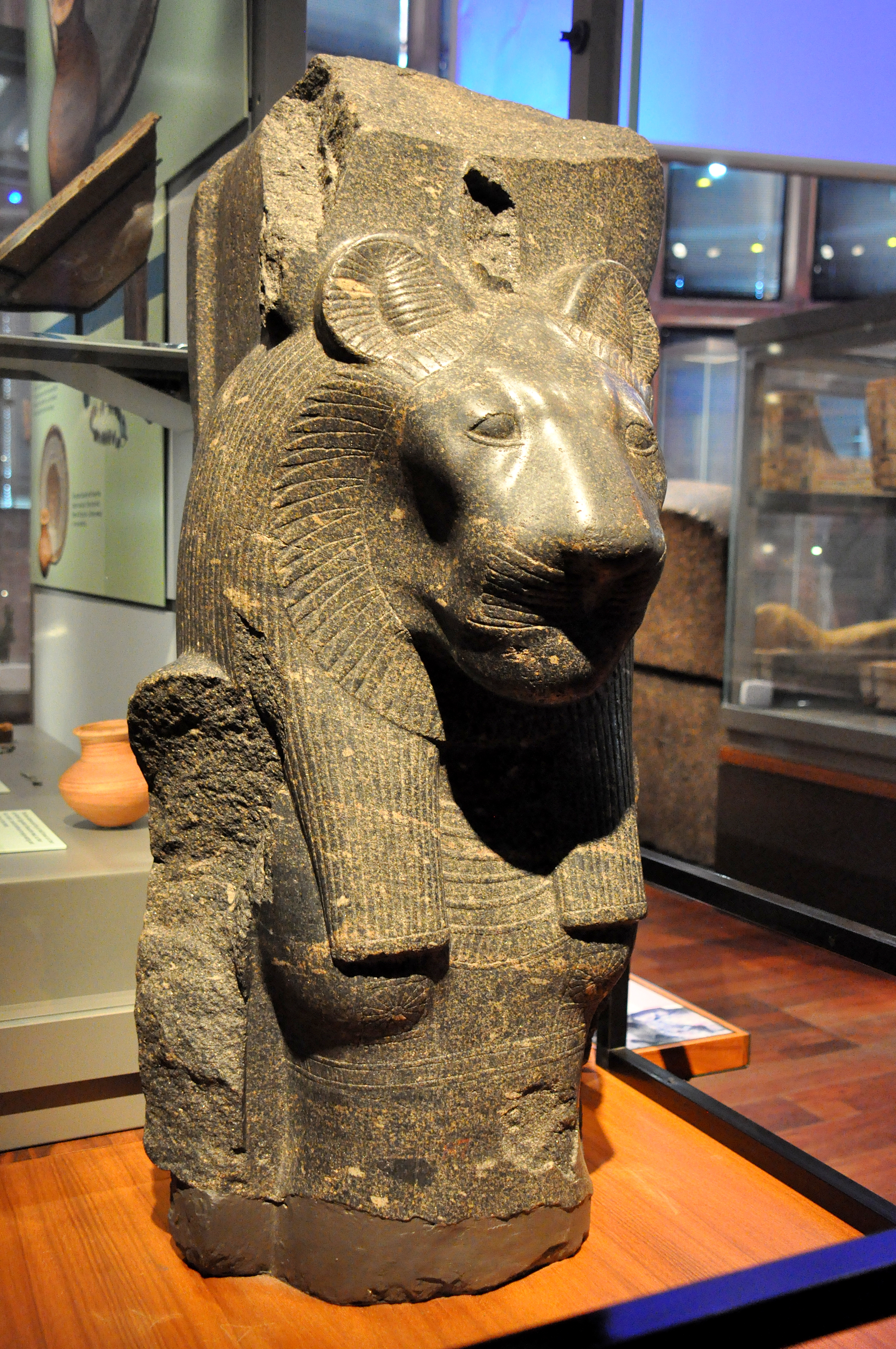
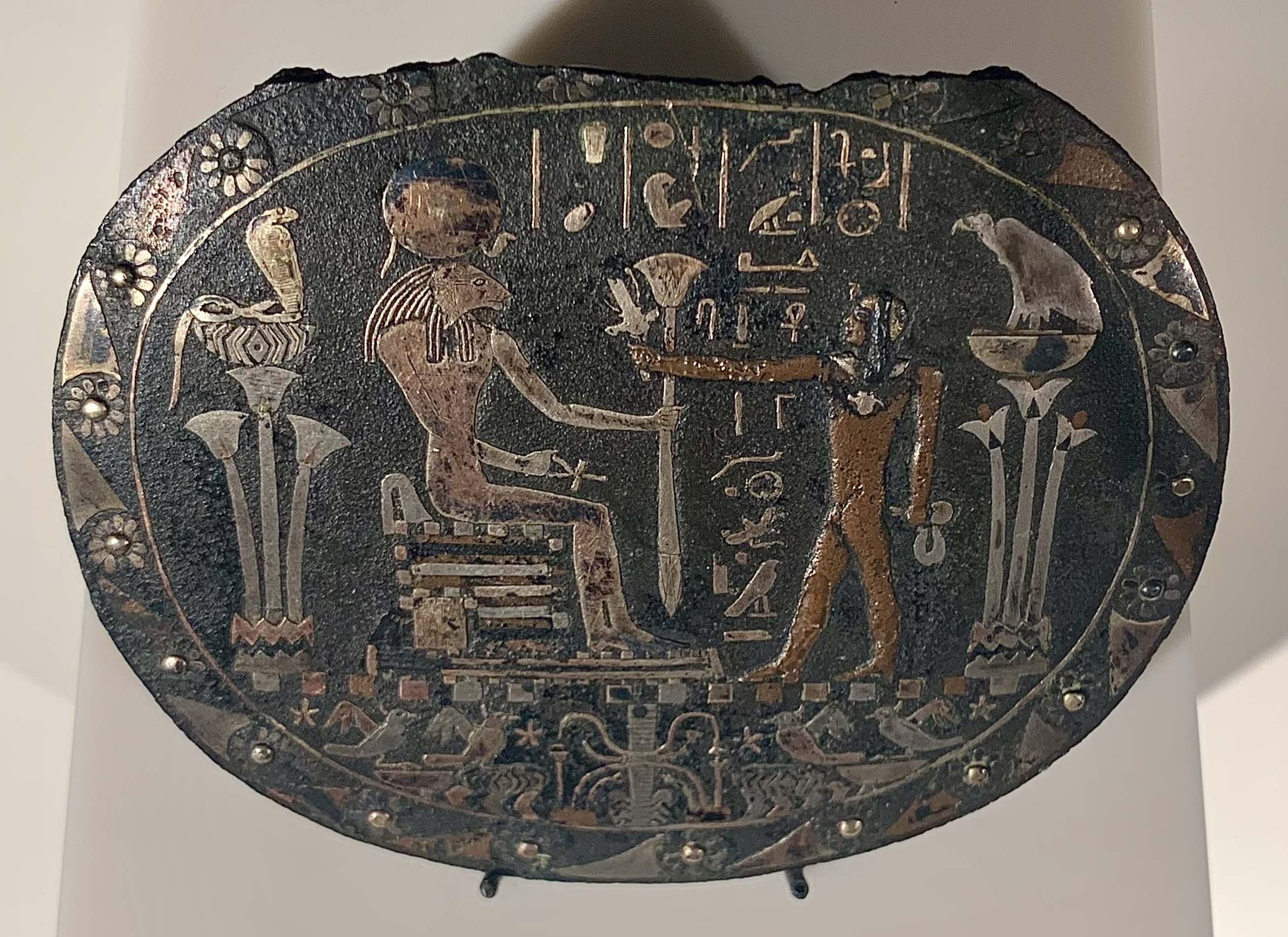

## اقرأ أيضا
- باستيت
- أتوم (إله)
- رع
- حتحور
- إمحتب
- أوزوريس
- حابي